# Grove Karl Gilbert
Grove Karl Gilbert (Rochester, 6 de maio de 1843 — Jackson, 1 de maio de 1918) foi um acadêmico em literatura e um geólogo norte-americano.
Foi laureado com a medalha Wollaston de 1900 pela Sociedade Geológica de Londres.
Duas crateras, uma em Marte e outra na Lua, foram nomeadas em sua honra.
Recebeu como homenagem, um prêmio em seu nome que é laureado anualmente, o Prêmio G. K. Gilbert.